# 鹿島 (保寧市)
鹿島（ノクとう、ろくとう、朝鮮語: 녹도、英語:  Nokdo island）は、大韓民国忠清南道保寧市鰲川面の黄海にある島。島の地形が鹿と似ているために鹿島と呼ばれている。特産物としてはマキヤマ、海鼠、鮑等がある。大川港と鹿島との間に旅客船が就航している。海岸線は4km、面積は0.92㎢。2011年時点で人口は202人（男111人、女91人）が居住している。